# Paramount Skydance Corporation

ViacomCBS-Logo bis zur Umbenennung im Jahr 2022

Paramount Global-Logo bis zur Fusion mit Skydance im Jahr 2025

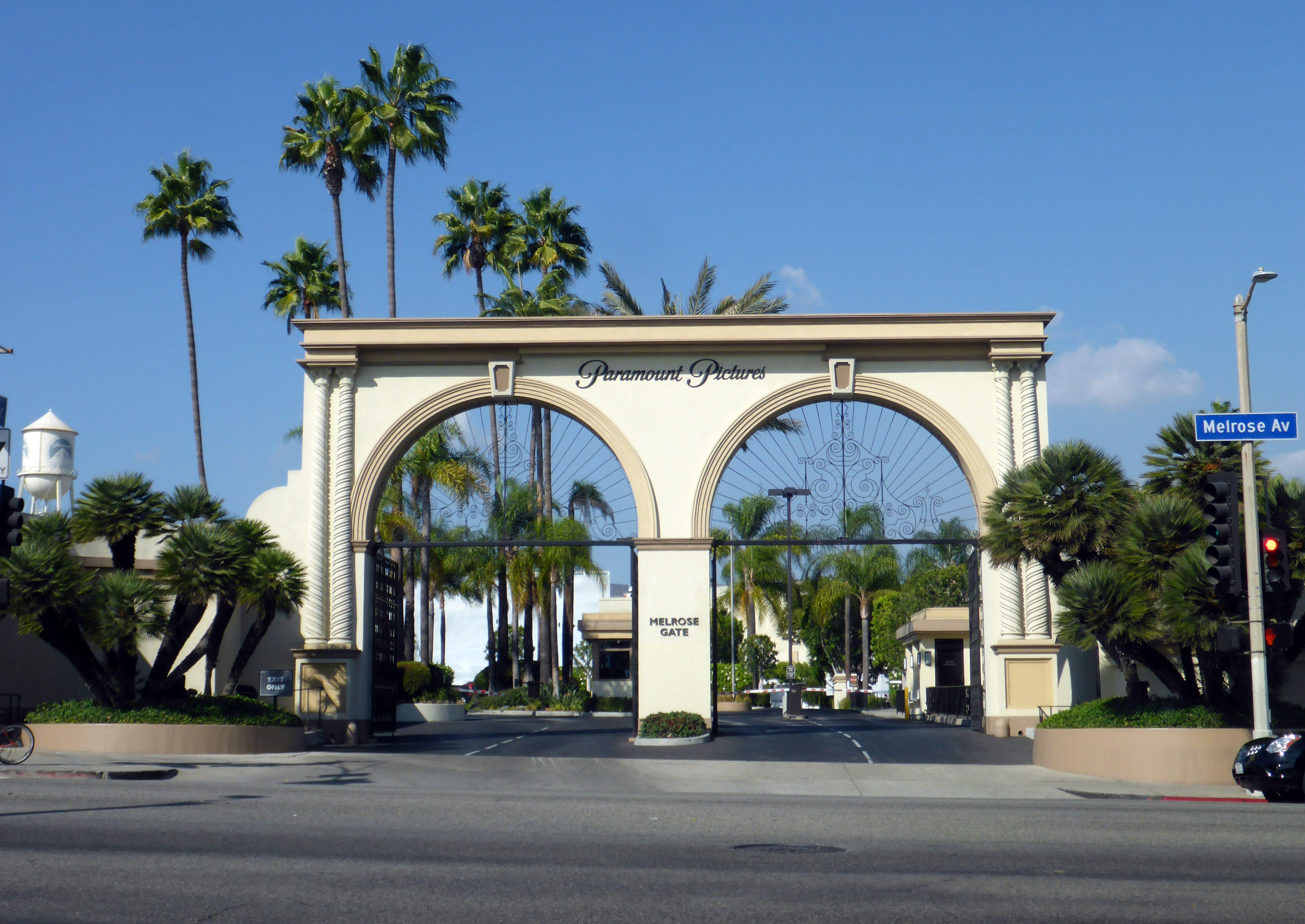
Paramount Skydance Corporation – Hauptsitz in Los Angeles, Melrose Avenue

Paramount Skydance Corporation (bis 2025 Paramount Global, bis 2022 ViacomCBS) ist eine US-amerikanische multinationale Mediengruppe mit Hauptsitz in Los Angeles, Melrose Avenue. Das Unternehmen wurde durch den Zusammenschluss von Skydance Media und Paramount Global am 7. August 2025 als Paramount Skydance Corporation gegründet. Der Konzern hat Unternehmungen und Anteile in den Bereichen Film, Fernsehen, Verlagswesen und digitale Medien. 
Zu den Hauptgeschäftsbereichen des Unternehmens zählen das Filmstudio Paramount Pictures, die CBS Entertainment Group (bestehend aus dem gleichnamigen CBS-Netzwerk, CBS Television Studios, CBS Television Stations, CBS Interactive und einer 12.5-prozentigen Beteiligung an The CW), inländische TV-Kabelsender (bestehend aus US-amerikanischen Basis- und Premium-Kabelfernsehnetzen wie MTV, Nickelodeon, BET, Comedy Central und Showtime), internationale Netze (bestehend aus internationalen Versionen inländischer Paramount-Global-Sender sowie regionalen Sendern und Sendergruppen wie Channel 5 in Großbritannien, Network 10 in Australien und Telefe in Argentinien), die Streaming-Angebote Paramount+ und Pluto TV, sowie die Global Content Distribution Group (bestehend aus CBS Television Distribution und CBS Studios International) und die Skydance Media Asstes u. a. Skydance Pictures, Skydance Animation, Skydance Interactive, Skydance Television und Skydance New Media (Videospiele).
Das Unternehmen betreibt ungefähr 170 Netzwerke.

## Hintergrund
1952 gründete CBS CBS Films, einen Geschäftsbereich, der die Syndizierungsrechte für die CBS-Bibliothek von Fernsehserien verwaltete. Diese Sparte wurde im Januar 1968 in CBS Enterprises Inc. umbenannt und 1970 erneut in Viacom umbenannt. 1971 wurde diese Syndizierungssparte aufgrund neuer FCC-Vorschriften ausgegliedert, die den Besitz von Fernsehsendern von Syndizierungsunternehmen untersagten (die Regeln wurden später aufgehoben).
Im Jahr 1986 wurde Viacom von seinem ehemaligen Eigentümer, der Theaterbetreiberfirma National Amusements, übernommen. Seither kontrolliert die Eigentümerfamilie Redstone den Konzern. 1999 machte Viacom seine bisher größte Akquisition, indem sie Pläne zur Fusion mit der früheren Muttergesellschaft CBS Corporation (der in Westinghouse Electric Corporation umbenannten, die 1995 mit CBS fusioniert hatte) ankündigte. Die Fusion wurde im Jahr 2000 abgeschlossen und führte zur Wiedervereinigung von CBS mit der früheren Syndizierungssparte.
Am 3. Januar 2006 wurde Viacom in zwei Unternehmen aufgeteilt: die CBS Corporation, deren Unternehmensnachfolger, und das ausgegliederte Unternehmen Viacom. Viacom und CBS waren auch einer starken Konkurrenz von Unternehmen wie Netflix und Amazon ausgesetzt.
Am 29. September 2016 sandte National Amusements einen Brief an Viacom und CBS, in dem die beiden Unternehmen aufgefordert wurden, sich wieder zu einem Unternehmen zusammenzuschließen. Der Deal wurde am 12. Dezember 2016 abgesagt. Nachdem die Übernahme von Time Warner durch AT&T sowie die Übernahme der meisten Vermögenswerte von der 21st Century Fox durch The Walt Disney Company angekündigt worden war, wurden erste Gespräche für die Wiederzusammenlegung von Viacom und CBS geführt.

## Geschichte

### Entstehung
CNBC gab am 12. Januar 2018 bekannt, dass Viacom erneut Gespräche aufgenommen hatte, um wieder zur CBS Corporation zu fusionieren. Kurz darauf wurde berichtet, dass das kombinierte Unternehmen ein Bewerber für den Erwerb des Filmstudios Lionsgate sein könnte. Viacom und Lionsgate waren beide an der Übernahme von The Weinstein Company (TWC) interessiert. Nach dem Weinstein-Skandal wurde Viacom als einer von 22 potenziellen Käufern aufgeführt, die an der Akquisition von TWC interessiert waren. Sie verloren das Angebot und am 1. März 2018 wurde bekannt gegeben, dass Maria Contreras-Sweet das gesamte Vermögen von TWC für 500 Millionen US-Dollar erwerben würde. CBS gab am 30. März 2018 ein All-Stock-Angebot ab, das leicht unter dem Marktwert von Viacom lag, und bestand darauf, dass die bestehende Führung, einschließlich des langjährigen Vorsitzenden und CEO Les Moonves, das wieder zusammengeschlossene Unternehmen beaufsichtigt. Viacom lehnte das Angebot als zu niedrig ab und forderte eine Erhöhung um 2,8 Mrd. USD und die Beibehaltung von Bob Bakish als Präsident und COO unter Moonves. Diese Konflikte waren darauf zurückzuführen, dass Shari Redstone mehr Kontrolle über CBS und seine Führung suchte.
Schließlich verklagte die CBS Corporation am 14. Mai 2018 ihre und Viacoms Muttergesellschaft National Amusements und beschuldigte Redstone, ihre Stimmrechte in der Gesellschaft missbraucht und eine Fusion erzwungen zu haben, die weder von ihr noch von Viacom unterstützt wurde. CBS warf Redstone außerdem vor, Verizon Communications von der Übernahme abzubringen, was für die Aktionäre von Vorteil sein könnte. Les Moonves erklärte am 23. Mai 2018, dass er die Viacom-Kanäle als „Albatros“ betrachte, und während er mehr Content für CBS All Access favorisierte, glaubte er, dass es für CBS bessere Angebote als den Viacom-Deal wie Metro-Goldwyn-Mayer, Lionsgate oder Sony Pictures gäbe. Moonves betrachtete Bakish auch als Bedrohung, weil er keinen Verbündeten von Shari Redstone als Vorstandsmitglied des kombinierten Unternehmens wollte. Er verließ am 9. September 2018 CBS nach mehreren Anschuldigungen wegen sexuellen Übergriffs. National Amusements einigte sich darauf, mindestens zwei Jahre nach dem Datum des Vergleichs keinen Vorschlag für einen Zusammenschluss von CBS und Viacom zu unterbreiten.
CNBC berichtete am 30. Mai 2019, dass CBS Corporation und Viacom Mitte Juni 2019 Fusionsgespräche führen würden. Der Verwaltungsrat von CBS wurde mit Personen, die offen für Fusionen waren, umgestaltet. Möglich wurde der Zusammenschluss durch den Rücktritt von Moonves, der sich allen Fusionsversuchen widersetzt hatte. Die Gespräche hatten nach Gerüchten über die Übernahme von Starz durch CBS von Lionsgate begonnen. Berichten zufolge setzten CBS und Viacom den 8. August 2019 als informellen Termin fest, um eine Einigung über die Zusammenlegung der beiden Medienunternehmen zu erzielen. CBS gab bekannt, Viacom im Rahmen des Re-Merger-Deals für bis zu 15,4 Mrd. USD zu übernehmen. Am 2. August 2019 wurde kommuniziert, dass CBS und Viacom sich darauf verständigten, wieder zu einer Einheit zusammenzufassen. Beide Unternehmen einigten sich auf das Management-Team für die Fusion, wobei Bob Bakish als CEO des kombinierten Unternehmens mit dem Präsidenten und amtierenden CEO von CBS, Joseph Ianniello, fungierte und die Vermögenswerte der Marke CBS überwachte. Am 7. August 2019 gaben CBS und Viacom ihre Quartalsergebnisse getrennt bekannt, als die Gespräche über die Fusion fortgesetzt wurden. CBS und Viacom gaben am 13. August 2019 ihren Zusammenschluss bekannt. Das kombinierte Unternehmen sollte ViacomCBS heißen, wobei Shari Redstone als Vorsitzende fungierte. Nach dem Fusionsvertrag gaben Viacom und CBS gemeinsam bekannt, dass die Transaktion voraussichtlich Ende 2019 abgeschlossen sein wird, bis die Genehmigungen der Aufsichtsbehörden und der Anteilseigner vorliegen. Der Zusammenschluss musste von der Federal Trade Commission genehmigt werden, welche am 28. Oktober 2019 zustimmte. Der Abschluss der Transaktion wurde für Dezember angekündigt. Das neu zusammengeschlossene Unternehmen handelte seine Aktien an der NASDAQ unter den Symbolen „VIAC“ und „VIACA“ handeln, nachdem die CBS Corporation ihre Aktien an der New Yorker Börse dekotiert hat. Viacom und CBS gaben am 25. November 2019 bekannt, dass die Fusion am 4. Dezember 2019 abgeschlossen und der Handel mit NASDAQ am 5. Dezember 2019 aufgenommen werden soll. Am 4. Dezember 2019 bestätigte Bakish, dass der Zusammenschluss von ViacomCBS abgeschlossen war.

### Weitere Ereignisse
Am 10. Dezember 2019 gab Bakish bekannt, dass ViacomCBS versuchen würde, Black Rock, den Hauptsitz von CBS seit 1964, zu veräußern. Am selben Tag nahmen das Unternehmen und seine Tochtergesellschaft Paramount Pictures die Gespräche mit Miramax (und dessen Eigentümer beIN Media Group) wieder auf, um eine Beteiligung an dem Unternehmen zu erwerben. ViacomCBS stimmte am 20. Dezember 2019 dem Kauf einer 49%igen Beteiligung an Miramax zu, während beIN eine 51%ige Mehrheitsbeteiligung behielt. Im November 2022 wurde der Übernahmeversuch des zu Paramount Global gehörenden Buchverlags Simon & Schuster durch Penguin Random House (Bertelsmann) für 2,2 Milliarden Dollar aufgegeben, nachdem das US-Justizministerium eine Kartellklage dagegen gewonnen hatte. Simon & Schuster wurde im November 2023 dann für 1,62 Milliarden Dollar an die Beteiligungsgesellschaft KKR & Co. verkauft.

### Verkauf
Am 10. Januar 2024 wurde bestätigt, dass National Amusements Paramount Global zum Verkauf anbietet. Zu den potenziellen Bietern zählen Warner Bros. Discovery, Apollo Global Management, Allen Media Group und RedBird Capital Partners sowie Skydance Media, bereits Co-Finanzierer ausgewählter Paramount-Filme. Am 27. Februar 2024 berichtete CNBC, dass Warner Bros. Discovery die Fusionsgespräche mit Paramount Global abgebrochen hat. Apollo Global Management, Allen Media Group, RedBird Capital Partners und Skydance Media bieten weiterhin für Paramount Global. Am 2. April 2024 berichtete The New York Times, dass Paramount Global und National Amusements mit Skydance Media über ein exklusives Zeitfenster für Übernahmeverhandlungen verhandeln. National Amusements Chefin Shari Redstone und Skydance Chef David Ellison wollen sich auf einen Deal zubewegen. Am 19. April 2024 berichtete The New York Times, dass Sony Pictures Entertainment Interesse an einem Kauf von Paramount Global zeigt und derzeit Verhandlungen mit Apollo Global Management führt, um ein gemeinsames Angebot abzugeben. Am 3. Mai 2024 wurde berichtet, dass die Übernahmegespräche zwischen Paramount Global und Skydance bisher ohne Ergebnis blieben. Shari Redstone sei von dem Angebot von Skydance nicht begeistert. Jetzt will National Amusements das gemeinsames Angebot von Sony Pictures Entertainment und Apollo Global Management prüfen. Am 29. April 2024 wurde bekannt, dass Bob Bakish als CEO und Mitglied des Aufsichtsrats zurücktritt und das Unternehmen verlässt. Ersetzt wurde er durch die drei Co-CEOs Chris McCarthy („Interim Principal Executive Officer“), Brian Robbins und George Cheeks.
Am 8. Juli 2024 gab DWDL.de bekannt, dass Skydance Media Paramount Global kauft, nachdem Skydance seine Konditionen nochmal nachbesserte. Der Deal sieht vor, dass David Ellison zusammen mit seinen Partnern zunächst die Mehrheit an der Holding National Amusements von Shari Redstone übernimmt und damit die Kontrollmehrheit an Paramount Global erhält. In einem zweiten Schritt würde Skydance mit Paramount Global fusionieren. Am 7. August wurde bekannt gegeben, dass Skydance Media erfolgreich Paramount Global übernommen hat und fusionierte.

## Beteiligungen und Tochtergesellschaften
Paramount Skydance Corporation besteht aus 3 Haupteinheiten: 
Paramount Skydance Studios
- Paramount Pictures
  - Paramount Animation
  - Paramount Television Studios
  - Nickelodeon Movies
  - Skydance Animation
  - Skydance Sports

Paramount Skydance Direct-to-Consumer
- Paramount+
- Pluto TV
- Showtime
- BET+

Paramount Skydance TV Media
- CBS Entertainment Group
- CBS News
- CBS News and Stations
- CBS Sports
- CBS Media Ventures
- BET
- Nickelodeon
- Nickelodeon Animation Studio
- MTV
- Comedy Central
- TV Land
- Showtime
- Logo
- CMT
- VH1
- Paramount Global Content Distribution
- Big Ticket Television
- The CW 12,5 % mit Warner Bros. Television (Warner Bros. Discovery) und Nexstar Media Group

Die CBS Entertainment Group besteht aus Vermögenswerten der Marke CBS, darunter die Fernsehsender CBS, CBS News, CBS Sports, CBS Television Studios, CBS Television Stations, CBS Interactive und CBS All Access. Die Einheit ist auch zu 50 % an dem Joint Venture The CW Television Network beteiligt, das von der AT&T-Tochter WarnerMedia über die Division Warner Bros. gemeinsam gehalten wird.
Paramount Media Networks umfasst die in den USA angebotenen Pay-TV-Kanäle wie MTV, Nickelodeon, Showtime, BET, Comedy Central, TV-Land, Paramount Network, Logo, CMT, Pop-TV, VH1, The Movie Channel und Flix. Zur Einheit gehört auch der Smithsonian Channel, der über ein Joint Venture mit der Smithsonian Institution kontrolliert wird.
International Networks umfasst bestimmte internationale Versionen der inländischen Kanäle des Unternehmens sowie regionalspezifische Netzwerke wie Channel 5 in Großbritannien, Network 10 in Australien und Telefe in Argentinien. Paramount besitzt auch ein Drittel des Rainbow S.r.l. Fernsehstudio in Italien sowie 49 % der Anteile an dem Gemeinschaftsunternehmen Viacom 18 mit TV18. Zu dieser Einheit gehören auch alle Kanäle der Marke CBS in ganz Europa, die gemeinsam mit AMC Networks International im Besitz sind.
Die Global Content Distribution Group konzentriert sich auf die weltweite Verbreitung aller von allen Paramount-Global-Produktionsstudios produzierten Programme. Die Division besteht aus CBS Television Distribution und CBS Studios International.
Weitere Vermögenswerte von Paramount Global sind das Filmstudio Paramount Pictures, die werbefinanzierte FAST-Plattform Pluto TV und das Medien- und Unterhaltungsunternehmen AwesomenessTV.